# Серебрянический переулок
Сере́брянический переу́лок — улица в центре Москвы в Таганском районе между Яузской улицей и Серебрянической набережной.

## История

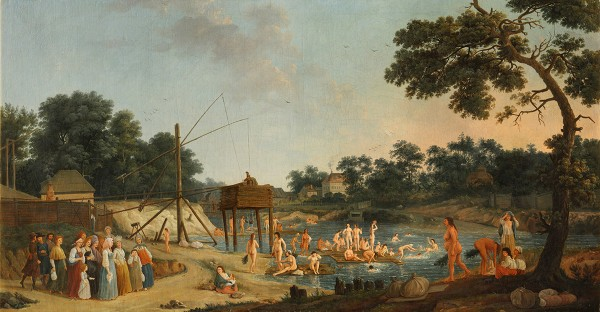
«Вид Серебренических бань в Москве», Жерар Делабарт, 1796

Возник в XVIII веке как Троицкая улица — по приходской церкви Живоначальной Троицы в Старых Серебряниках или «что в денежных мастерах» (известна с 1620 года). Современное название — по казённой слободе XVII века Старые Серебряники (Денежная), в которой жили мастера денежного Серебряного двора, изготавливавшие также серебряную посуду для царского двора, оклады для икон, нательные кресты и серебряные украшения — серьги, кольца.
В Серебряническом переулке находились Серебрянические торговые бани, известные благодаря картине французского пейзажиста конца XVIII века Жерара Делабарта и сделанным по её теме гравюрам. Позднее в 1900 году на месте бань было построено здание богадельни Яузского попечительства о бедных (№ 15).

## Описание

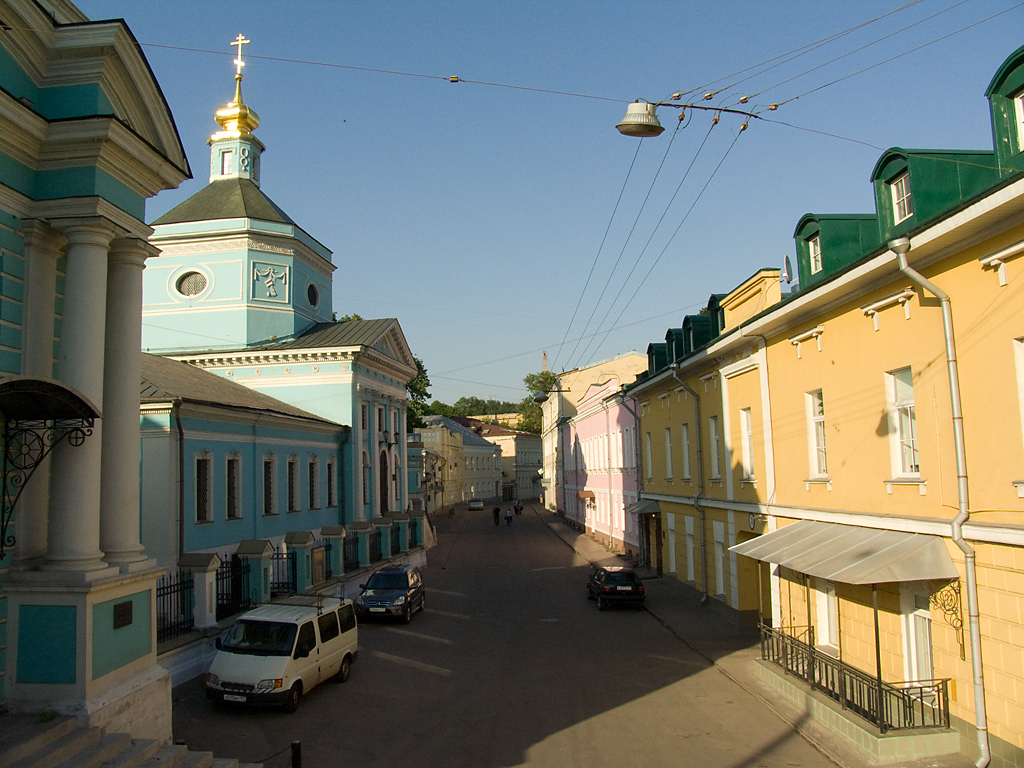
Начало Серебрянического переулка и Храм Троицы Живоначальной в Серебряниках

Серебрянический переулок начинается от Яузской улицы и площади Яузские Ворота у храма Троицы Живоначальной в Серебряниках, проходит на восток параллельно Серебрянической набережной, слева к нему примыкает Большой Николоворобинский переулок и далее продолжается как Тессинский переулок, а сам же Серебрянический поворачивает на перекрёстке на юг к Яузе и выходит на набережную на пешеходный Тессинский мост.

## Примечательные здания и сооружения

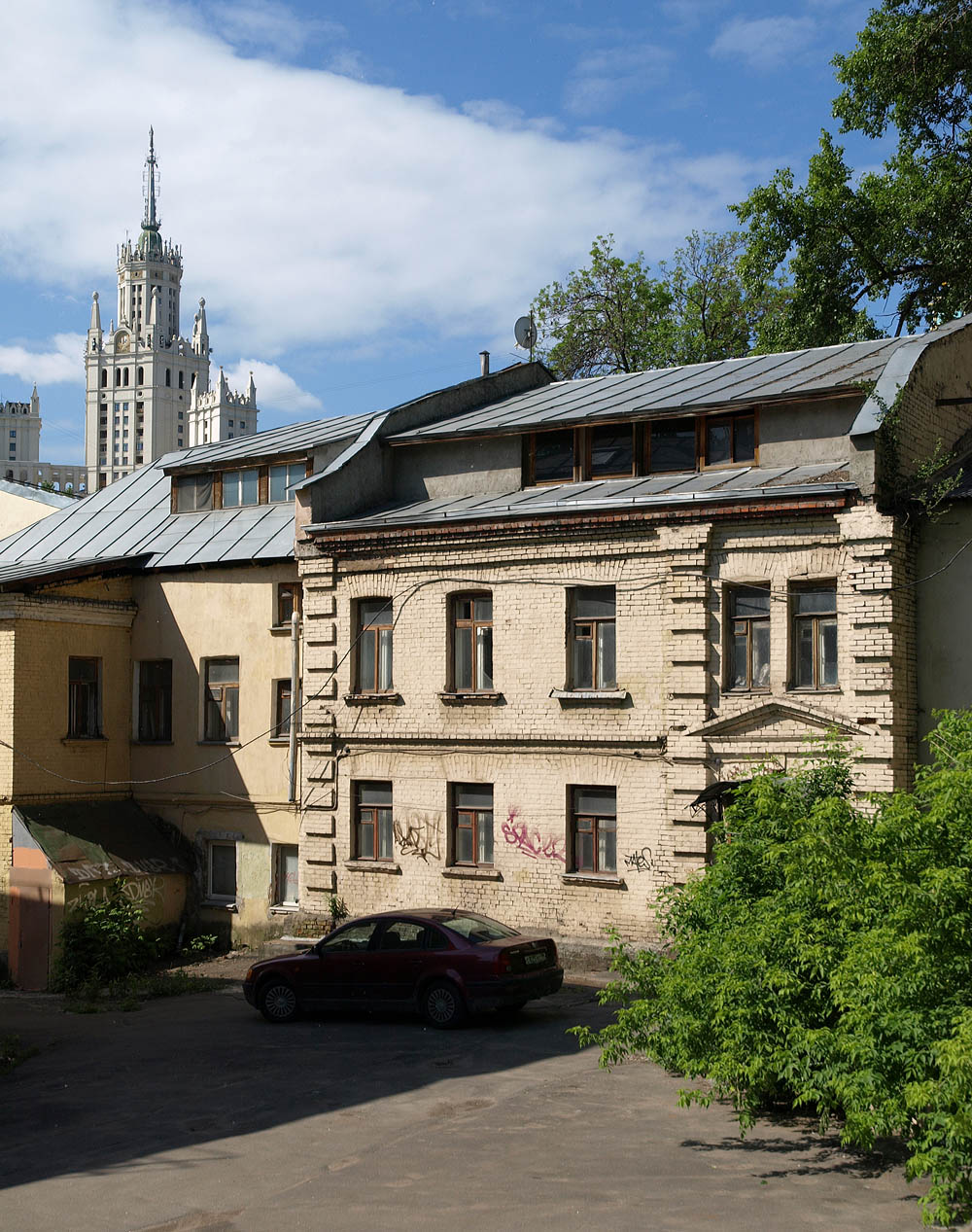
№ 3, задний двор

### По нечётной стороне
- № 1А — Храм Троицы Живоначальной в Серебряниках (приделы расширены в 1890 году архитектором Вячеславом Жигардловичем);
- № 7, стр. 1 — Жилой дом, первая половина XIX века, 1881 года постройки  Выявленный объект культурного наследия № 2957492№ 2957492;
- № 9 — жилой дом 1904 года постройки по проекту архитектора Н.П. Матвеева (Письмо Департамента культурного наследия города Москвы от 26.05.2021 ДКН -16-29-1224/21); В доме жил художник Моор (Дмитрий Стахиевич Орлов,1883-1946).
- № 11/12, стр. 2 — жилой дом 1878 года постройки, расселён, снесён в декабре 2021 года[3];
- № 15/17 — бывшее здание богадельни (1900 год, архитектор Дмитрий Шапошников), перестроено в гостиницу. Много лет в здании располагался Симоновский народный суд (1970-е - 1990-е)

### По чётной стороне
- № 2 — Дом в усадьбе Романовой (1836,1838 гг.),  памятник архитектуры (вновь выявленный объект), внесён в Красную книгу Архнадзора (электронный каталог объектов недвижимого культурного наследия Москвы, находящихся под угрозой), номинация — реконструкция;[4] во дворе дома снимался фильм «Место встречи изменить нельзя».